# Síndrome de Omenn
El Síndrome de Omenn o reticuloendoteliosis familiar con eosinofilia es una inmunodeficiencia combinada severa autosómico recesiva asociada con mutaciones con cambio de sentido  en los genes activadores de recombinación (RAG1 y RAG2), que afectan a los niveles circulantes de los linfocitos B y T.

## Sintomatología y Causas
Los síntomas son muy similares a la enfermedad del implante contra el hospedador (GVHD). Esto sucede porque los pacientes tienen algunos linfocitos T con niveles limitados de recombinación debido a que la función de los genes RAG son pobres. Estos linfocitos T son anormales y tienen una elevada especificidad para autoantígenos del timo y su periferia. Por tanto, estos linfocitos son autorreactivos y provocan el fenotipo GVHD. 
Entre los síntomas se encuentran:
- Descamación
- Diarrea crónica.
- Eritrodermia (Enrojecimiento extenso de la piel)
- Hepatosplenomegalia (agrandamiento simultáneo del hígado y el bazo)
- Leucocitosis (Elevación de la cuenta de leucocitos)
- Linfadenopatía (Hinchazón de uno o más ganglios linfáticos)
- infecciones bacterianas de repetición
- Inmunoglobulina E (IgE) sérica elevada

## Tratamiento
Inicialmente tratamiento inmunosupresor (corticoides, ciclosporina) para tratar la inflamación seguido de trasplante de médula ósea.